# مارک اشتندرا
مارک اشتندرا (انگلیسی: Marc Stendera؛ زادهٔ ۱۰ دسامبر ۱۹۹۵) یک بازیکن فوتبال اهل آلمان است که در پست هافبک بازی می‌کند.
از باشگاه‌هایی که در آن بازی کرده‌است می‌توان به اینتراخت فرانکفورت اشاره کرد.